# Liste des châteaux des Shetland
Cette liste recense les principaux châteaux du council area des Shetland en Écosse.

## Liste
| Nom                  | Type        | Date | Condition | Propriétaire      | Localisation                          | Notes                  | Image |
| -------------------- | ----------- | ---- | --------- | ----------------- | ------------------------------------- | ---------------------- | ----- |
| Château de Muness    | Maison-tour | 1598 | En ruines | Historic Scotland | Unst, 60° 41′ 22″ N, 0° 50′ 57″ O     | Classé en catégorie A. |       |
| Château de Scalloway | Maison-tour | 1599 | En ruines | Historic Scotland | Scalloway 60° 08′ 11″ N, 1° 16′ 27″ O | Classé en catégorie A. |       |